# Альберт III фон Боген
Альберт III фон Боген (нем. Albert III. von Bogen; 11 июля 1165 или 19 июля 1165 — 20 декабря 1197 или 1198) — граф Богена и Виндберга.

## Биография
Единственный сын Бертольда II фон Богена (1125 — 21 марта 1167) и Лиутгарды фон Бургхаузен (1145 — 24 декабря 1195). Родился после смерти отца.
Фогт монастырей Виндберг (1168), Прюфенинг (1180) и Обералтайх (1190).
В 1196 году вместе с королём Генрихом VI отправился в крестовый поход и умер в Святой земле.
Альберт III фон Боген с 1184 года был женат на Людмиле Чешской (ок. 1170 — 4 августа 1240), дочери герцога Фридриха Чешского и Эржбеты Венгерской. Дети:
- Бертольд IV (ум. 1218 в Дамьетте), граф фон Боген, фогт Обералтайха;
- Альберт IV (ум. 1242), граф фон Боген, фогт Обералтайха;
- Леопольд (ум. 1219) граф фон Боген, пробст в Регенсбурге.

Людмила Чешская в 1204 году вышла замуж за герцога Баварии Людвига I.